# Institut régional universitaire polytechnique
 (mars 2025).
 (mars 2025).
L’Institut régional universitaire polytechnique (IRUP), basé à Saint-Etienne est un Etablissement d’enseignement supérieur qui allie la proximité avec le monde économique à son savoir-faire en pédagogie de l’alternance basée sur l’exploitation des situations professionnelles à des fins formatives. 
Fort d’une relation étroite avec les entreprises, l’IRUP a développé des formations de BAC+2 à BAC+5, dans 7 domaines distincts, permettant à chaque alternant de réussir son orientation ou sa progression professionnelle : 
- Performance Industrielle[1]

- Nucléaire[2]

- Bâtiment Innovant[3]

- Informatique[4]

- Expertise comptable[5]

- Economie Sociale et Solidaire[6]

- Stratégie et management[7]

L’IRUP est intégré dans de nombreux réseaux professionnels concernés par les grands enjeux des transitions industrielles, énergétiques et sociales. Cette proximité permet à l’institut de proposer des formations adaptées, avec pour certaines, la mission de relever les défis posés par les questions d’énergie et de renouveau industriel. 

## Historique

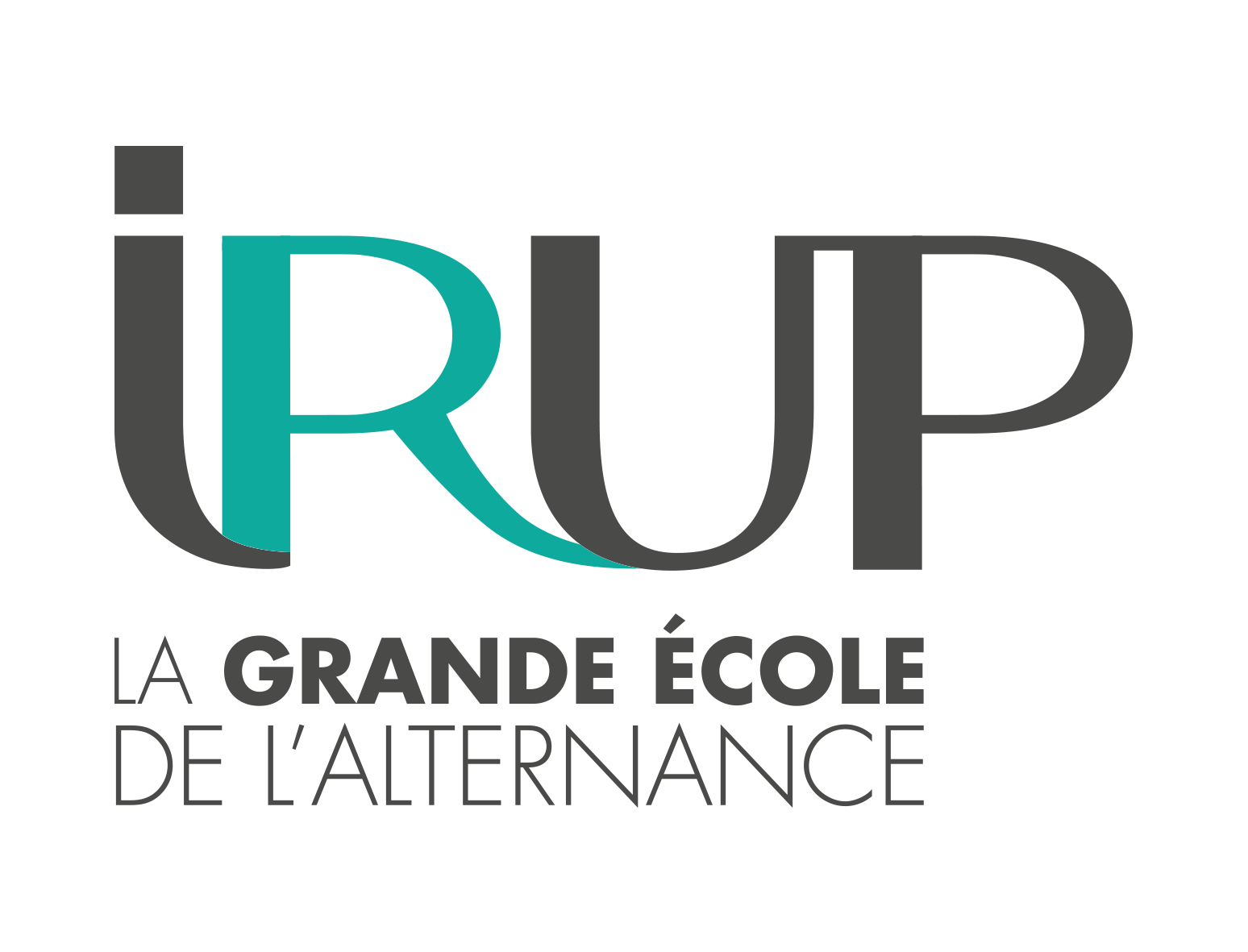

Fondé en 1995, l’IRUP a été créé dans le but de répondre aux besoins croissants en compétences techniques et managériales dans la région Auvergne-Rhône-Alpes. Depuis sa création, l'IRUP s'efforce d'être au plus près des entreprises pour proposer des formations répondant aux besoins des entreprises afin de favoriser l'insertion professionnelle de ses diplômés.  
L’établissement est une association loi 1901, il dispose d’un conseil d’administration composé de plusieurs collèges : 
- Des établissements d'enseignement supérieur

- Des structures représentant les entreprises

- Des collectivités territoriales

L’IRUP a développé en partenariat avec l’ISTP le Campus de l'Ingénierie, situé 51 Cours Fauriel, dans les anciens locaux de Manufrance à Saint-Etienne. 

## Formations
L’IRUP propose des formations validées par des diplômes nationaux (BTS, Licence et Master) et par des titres certifiés inscrits au Répertoire National des Certifications Professionnelles (RNCP). 
L'institut propose des parcours de formation initiale et continue, allant du Bac+2 au Bac+5. Ces parcours sont majoritairement en alternance, permettant aux étudiants d'acquérir une expérience professionnelle tout en suivant leurs études dans les 7 filières à travers 32 formations : 
- Performance Industrielle

- Nucléaire

- Bâtiment Innovant

- Informatique

- Expertise comptable

- Economie Sociale et Solidaire

- Stratégie et management

Les programmes de l'IRUP sont élaborés en étroite collaboration avec les entreprises partenaires afin de répondre aux besoins réels du marché du travail. 
Avec un choix de parcours en alternance de BAC+2 à BAC+5, les élèves peuvent choisir à chaque niveau d’intégrer le monde professionnel ou de poursuivre des études. Les passerelles sont nombreuses pour construire à la carte et affiner son projet professionnel en fonction de ses envies. 

### Trouver son contrat d’alternance
Un chargé de recrutement dédié aide les candidats à l’alternance à trouver leur entreprise d’accueil adaptée à leur projet personnel. 90% des admis signent leur contrat grâce à l’appui du service recrutement de l’IRUP. 

## Chiffres clés
- 30 ans d’expériences

- 7 diplômes en partenariat

- Plus de 1500 étudiants formés chaque année

- 92 % de taux d’insertion professionnelle à l’issue des formations

- 650 élèves en alternance en 2024

- 5200 Alumni (anciens élèves)

## Partenariats
Avec plus de 500 entreprises partenaires, l'IRUP collabore avec de nombreuses entreprises et organisations dans les secteurs notamment de l'industrie, du nucléaire, de l'énergie et du social. Ces partenariats renforcent la pertinence des formations et facilitent l'insertion professionnelle des étudiants. 
L’institut est Membre de l’Alliance des Grandes Ecoles Auvergne Rhone Alpes (AGERA) et pilote ou est partenaire de plusieurs projets européens éducation – formation. 

## Ouverture à la recherche
L’IRUP est membre fondateur de la Chaire de l’Economie Sociale et Solidaire de l’Université Gustave Eiffel qui fait partie des meilleures universités au monde. L’institut propose en région des rencontres chercheurs-acteurs sur les thématiques de recherche portée par la chaire. 

## Ingénierie Pédagogique
L’institut développe un véritable savoir-faire en ingénierie pédagogique et en tutorat, marque de fabrique de l’IRUP. La professionnalisation de chaque élève passe par : 
1/ Une formation académique dispensée des intervenants de haut niveau : 160 intervenants professionnels issus du monde économique  
- Equipe pédagogique mixte et pluridisciplinaire

- Pédagogie par petits groupes pour favoriser l’intelligence collective

- Approche compétences tout au long de la formation

2/ Un double tutorat professionnalisant, un encadrement de projet ou mission par un tuteur en entreprise et un tuteur IRUP : 22 tuteurs ayant préalablement exercé en entreprise 
- Coaching de proximité, y compris en entreprise

- Apprentissage par l’action

- Travaux en mode projet

## Expertise Nucléaire
L’IRUP constitue avec son partenaire l’ISTP, le plus grand pôle de formation en alternance pour le nucléaire sur un même site en France. 
L’IRUP est membre fondateur de l’association régionale VIVATOME.  
L’alliance est renforcée avec l'Institut National des Sciences et Techniques Nucléaires (INSTN) à la faveur du développement économique régional, et s'inscrit dans une vision alliant croissance, transition et sobriété énergétique. 
L’institut est particulièrement reconnu pour son rôle dans la formation des professionnels du secteur nucléaire. L'institut dispose de deux chantiers écoles certifiés CEFRI RN N 779F : 
1. Un chantier dédié aux Savoirs Communs du Nucléaire (SCN) et au Complément Sûreté Qualité (CSQ)

1. Un chantier consacré à la Radioprotection

Ces infrastructures permettent aux étudiants et professionnels en formation d’acquérir des compétences concrètes dans des environnements simulant les conditions réelles des sites nucléaires. L'IRUP compte également une équipe de formateurs internes spécialisés dans les Formations Communes aux Intervenants du Nucléaire (FCIN), garantissant une formation de haut niveau dans ce domaine sensible. 